# Henry Conyngham (1er marquis Conyngham)
Henry Burton Conyngham (26 décembre 1766 - 28 décembre 1832 est un courtisan anglo-irlandais et un homme politique de la période de la régence. Il exerce les fonctions de Lord-intendant entre 1821 et 1830.

## Biographie
Il est né à Londres en Angleterre. Il est le fils aîné de Francis Conyngham (2e baron Conyngham), et de son épouse Elizabeth Clements, fille de Nathaniel Clements. Il est le frère jumeau de Sir Francis Conyngham et le neveu de William Conyngham .

## Carrière politique
Il succède à son père à la baronnie en mai 1787, à l'âge de vingt ans. En mai 1789, il est élu membre de la Society of Antiquaries of London . En décembre de la même année, il est créé vicomte Conyngham, de Slane dans le comté de Meath, dans la pairie d'Irlande. Il est ensuite nommé vicomte Mount Charles, de Mount Charles, dans le comté de Donegal, et comte Conyngham, de Mount Charles, dans le comté de Donegal, dans la pairie irlandaise en 1797. En août 1800, il est élu parmi les 28 représentants irlandais d'origine pour siéger à la Chambre des lords britannique. Il est fait chevalier de St Patrick l'année suivante. En 1803, il est nommé Lord Lieutenant de Donegal, poste qu'il occupe jusqu'en 1831, et Custos Rotulorum du comté de Clare en 1808, poste qu'il occupe jusqu'à sa mort . En janvier 1816, il est créé vicomte Slane, dans le comté de Meath, comte de Mount Charles et marquis Conyngham, dans le comté de Donegal, dans la pairie irlandaise. En juillet 1821, il est créé baron Minster, de l'abbaye de Minster, dans le comté de Kent, dans la pairie du Royaume-Uni. En décembre de la même année, il est admis au Conseil privé et nommé Lord-intendant, poste qu'il conserve jusqu'en 1830. De 1829 à sa mort en 1832, il est constable et gouverneur du château de Windsor .

## Famille
Lord Conyngham épouse Elizabeth Conyngham (en), fille du riche banquier Joseph Denison. Ils ont trois fils et deux filles. Leur fils aîné, Henry Conyngham, comte de Mount Charles, est décédé avant son père. Leur troisième fils, Lord Albert Conyngham, hérite à la mort de son oncle maternel des vastes domaines de Denison, prend le nom de famille Denison et est créé baron Londesborough en 1850. La marquise Conyngham est une maîtresse de George IV. Lord Conyngham meurt à Hamilton Place, Londres, en décembre 1832, à l'âge de 66 ans. Son deuxième fils, Francis Conyngham (2e marquis Conyngham), lui succède. La marquise Conyngham est décédée à Canterbury, dans le Kent, en octobre 1861 .